# Vater-Pacini-Körperchen

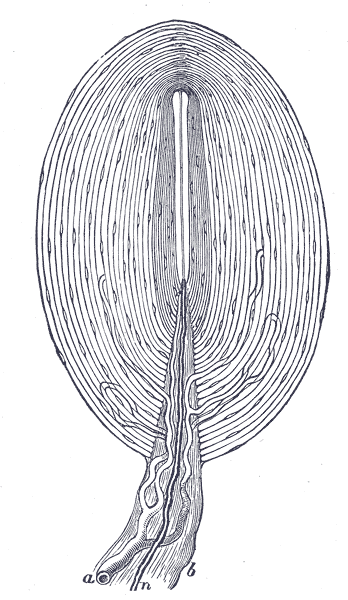
Anatomische Zeichnung

Vater-Pacini-Körperchen, auch Pacinische Körperchen oder Lamellenkörperchen (lateinisch Corpusculum lamellosum) genannt, sind Mechanorezeptoren der Haut, die rasch adaptieren und besonders gut Vibrationsempfindungen vermitteln. Sie sind benannt nach dem deutschen Anatomen Abraham Vater (1684–1751) und dem italienischen Anatomen Filippo Pacini (1812–1883).

## Vorkommen
Die Vater-Pacini-Körperchen befinden sich beim Menschen vorwiegend in der Subkutis (Unterhaut), insbesondere der Handflächen und Fußsohlen sowie der proximalen Phalangen von Fingern und Zehen. Daneben sind sie auch an den großen Sehnenplatten, in der Bauchspeicheldrüse, der Knochenhaut, der Vaginalwand, der Vorhaut beim Mann, im Retroperitonealraum und im Gewebe um die Harnblase zu finden.

## Aufbau

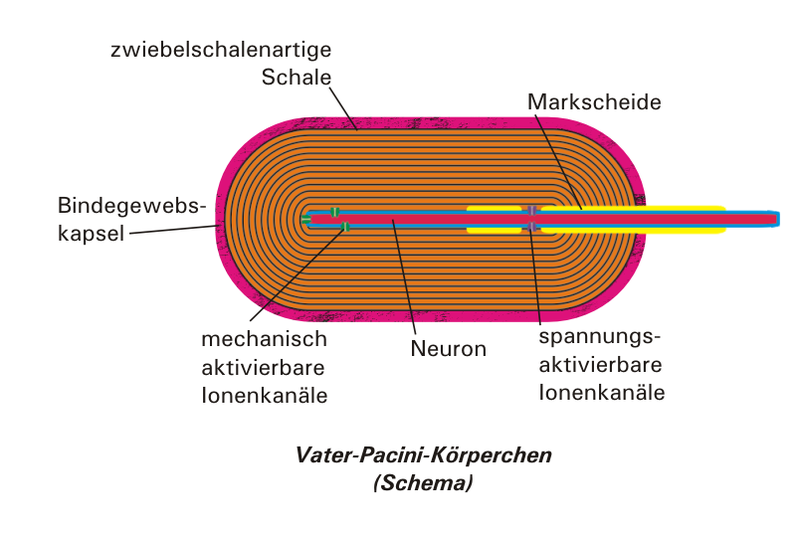
Vater-Pacini-Körperchen, Schema

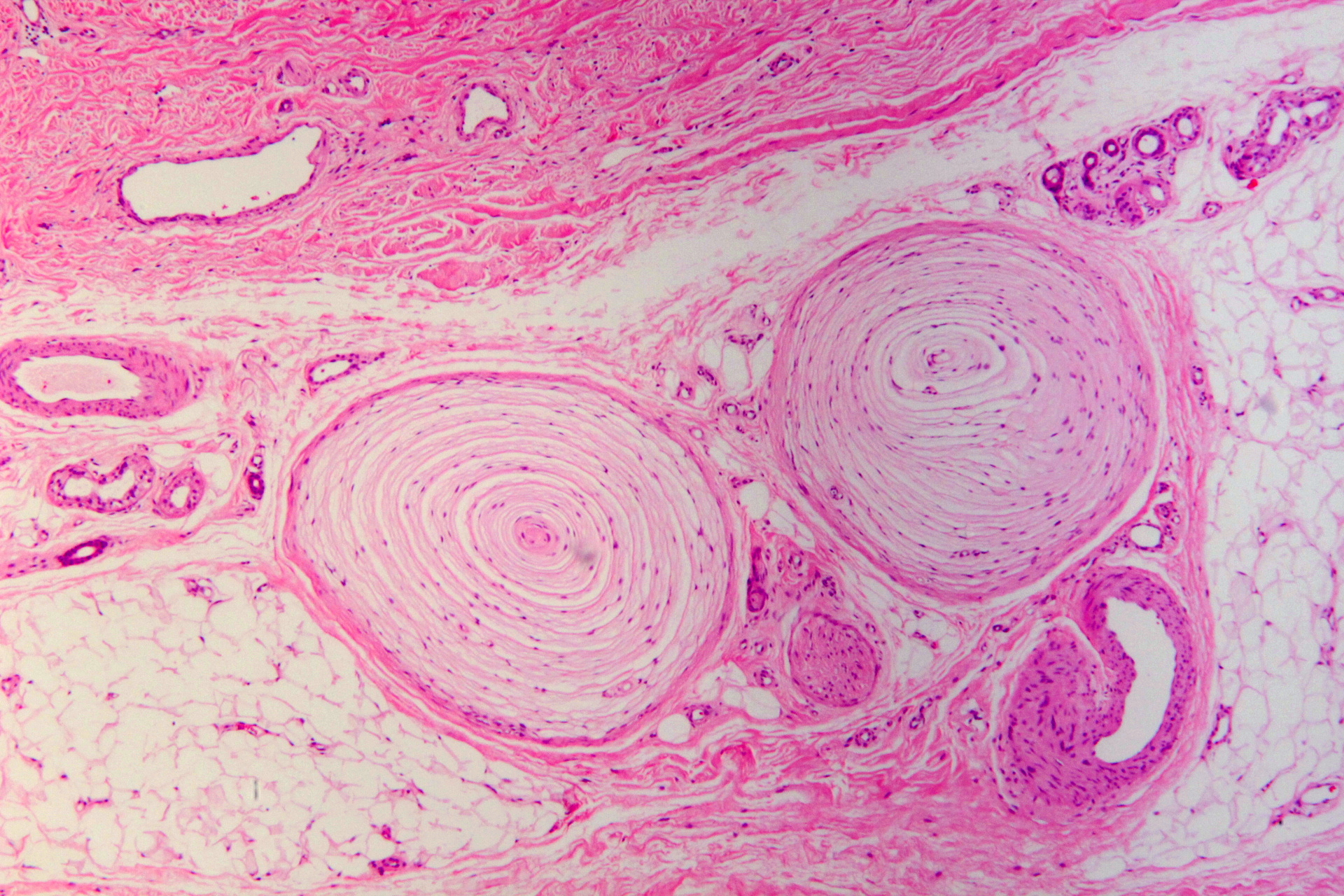
Zwei Vater-Pacini-Körperchen in der Subkutis, Histologie, HE-Färbung.

Kodierungseigenschaften von Mechanorezeptoren

Der Rezeptor wird von dem marklosen Ende einer markhaltigen Nervenfaser gebildet, die von 40–60 zwiebelschalenartigen Lamellen aus abgeplatteten Perineuralzellen und einer Bindegewebskapsel umgeben ist. Die Lamellenkörperchen erreichen eine Größe von bis zu 2 mm.
Das marklose Ende des Neurons stellt den Sensor dar. Durch mechanisch aktivierbare Ionenkanäle löst eine mechanische Verformung der Lamellen ein Generatorpotential aus, das elektrotonisch weitergeleitet wird. Diese Umwandlung des mechanischen Reizes in eine elektrische Potentialänderung bezeichnet man als „Transduktion“. Das Rezeptorpotential wird beim Überschreiten einer Schwelle durch die Öffnung potentialabhängiger Natriumkanäle in ein Aktionspotential umgewandelt („Transformation“).
Das Vater-Pacini-Körperchen gehört zu den schnell adaptierenden Rezeptoren. Es reagiert auf (positive und negative) Beschleunigungen und ist damit als Vibrationsdetektor geeignet. Die höchste Empfindlichkeit liegt bei einer Vibration um 300 Hz, bei der eine Verformung von wenigen Mikrometern genügt, um die Rezeptoren zu erregen.

## Neuronale Verschaltung
Das Aktionspotential des zugehörigen sensiblen Neurons, dessen Perikaryon in einem Spinalganglion liegt, wird über sein Axon ohne Umschaltung im gleichseitigen Hinterstrang des Rückenmarks bis zu den Hinterstrangkernen im Markhirn weitergeleitet (Nucleus gracilis für untere, Nucleus cuneatus für obere Körperhälfte) und dort auf das zweite Neuron verschaltet. Dessen efferente Fasern schließen sich der medialen Schleifenbahn (Lemniscus medialis) an. Diese Bahn kreuzt im weiteren Verlauf noch im Hirnstamm zur Gegenseite und erreicht die Thalamuskerne. Nach erneuter Umschaltung erreicht die Information dann die sensiblen Areale der Großhirnrinde.

## Krause-Körperchen
Die kleinere Variante des Vater-Pacini-Körperchens wird auch Krause-Körperchen genannt.